# Vesicomya smithii
Vesicomya smithii är en musselart som beskrevs av Dall 1889. Vesicomya smithii ingår i släktet Vesicomya och familjen Vesicomyidae. Inga underarter finns listade i Catalogue of Life.